# Piedra filosofal

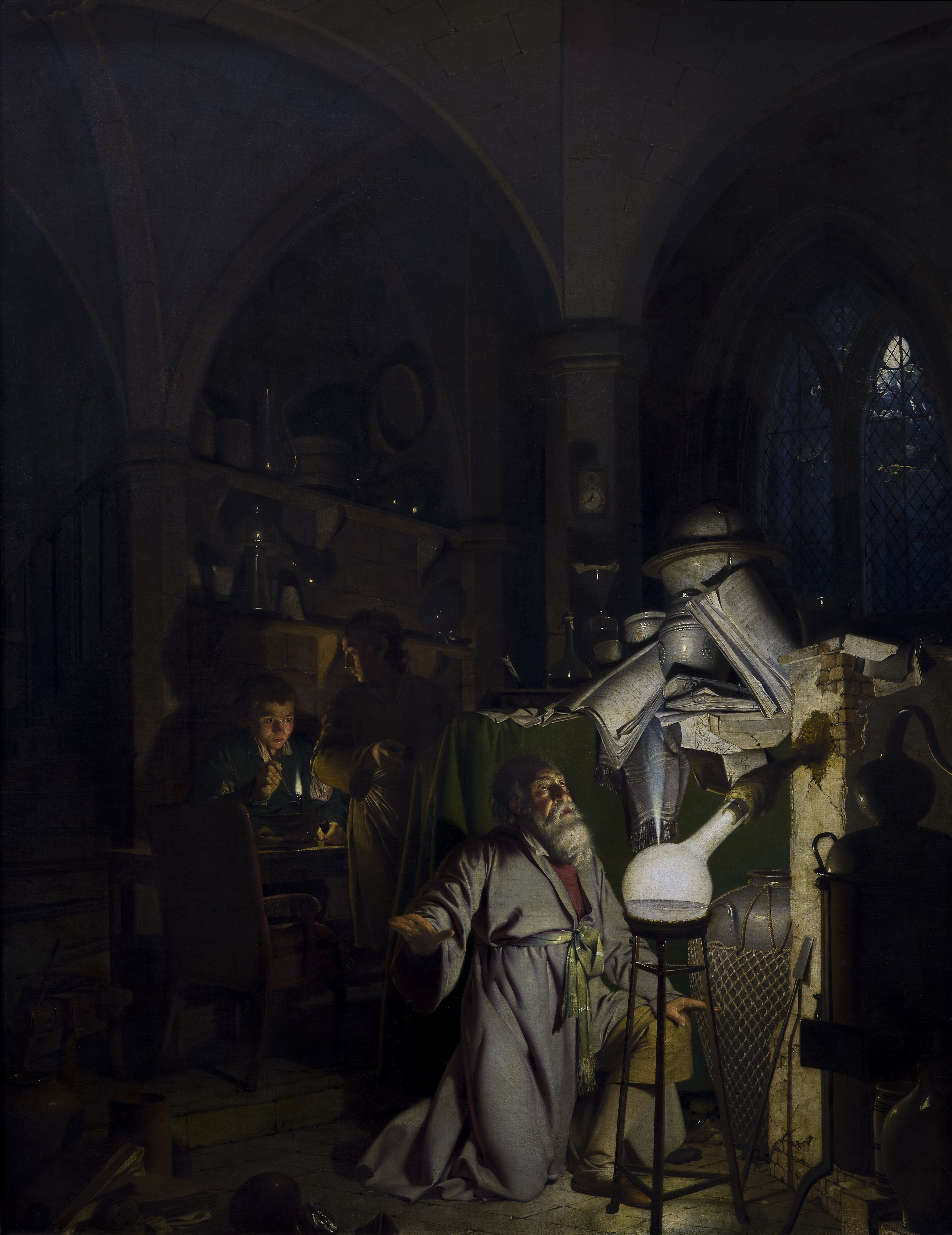
El alquimista en busca de la piedra filosofal. Joseph Wright, 1771 (Museo de Derby).

La piedra filosofal es una sustancia alquímica legendaria que se dice que es capaz de convertir los metales básicos, tales como el plomo, en oro (chrysopoeia) o plata. Ocasionalmente, también se creía ser un elixir de la vida, útil para el rejuvenecimiento y, posiblemente, para lograr la inmortalidad. Durante muchos siglos, fue el objetivo más codiciado en la alquimia. La piedra filosofal era el símbolo central de la terminología mística de la alquimia, que simboliza la perfección en su máxima expresión, la iluminación y la felicidad celestial. Los esfuerzos para descubrir la piedra filosofal eran conocidos como los Opus magnum ("Gran Obra").

## Historia
La mención de la piedra filosofal en la escritura se puede encontrar en Cheirokmeta de Zósimo de Panópolis (c. 300 d. C.). Los escritores alquímicos asignan una historia más larga. Elias Ashmole y el autor anónimo de Gloria Mundi (1620) afirmaban que su historia se remonta a Adán, que adquirió el conocimiento de la piedra directamente de Dios. Se dice que este conocimiento fue transmitido a través de los patriarcas bíblicos, dándoles su longevidad. La leyenda de la piedra también se comparó con la historia bíblica del Templo de Salomón y la piedra angular rechazada descrita en el Salmo 118.
Las raíces teóricas que describen la creación de la piedra se remontan a la filosofía griega. Más tarde, los alquimistas utilizaron los elementos clásicos, el concepto de ánima mundi, y las historias de creación presentados en textos como el Timeo de Platón como analogías para su proceso. Según Platón, los cuatro elementos se derivan de una fuente común o materia prima (primera cuestión), asociado al caos. Prima materia es también el nombre alquimista asignado a la materia prima para la creación de la piedra filosofal. La importancia de esta primera cuestión filosófica persistió a través de la historia de la alquimia. En el siglo XVII, Thomas Vaughan escribió, “la primera cuestión de la piedra es la misma con la primera cuestión de todas las cosas”.

### Edad Media
El alquimista del siglo octavo Jabir ibn Hayyan (latinizado como Geber) analizó cada elemento clásico en términos de las cuatro cualidades básicas. El fuego era caliente y seco, la tierra fría y seca, el agua fría y húmeda, y el aire caliente y húmedo. Se teorizó que todos los metales eran una combinación de estos cuatro principios, dos de ellas interior y dos exteriores. Partiendo de esta premisa, se razonó que la transmutación de un metal en otro podría verse afectada por la reordenación de sus cualidades básicas. Este cambio probablemente estaría mediado por una sustancia, que llegó a ser llamado en árabe al-Iksir (del cual se deriva el término Occidental elixir). Muchas veces se considera que existe como un polvo seco de color rojo (también conocido como al-Kibrit al-Ahmar الكبريت الأحمر- azufre rojo) proveniente de una legendaria piedra—la piedra filosofal. La teoría de Jabir se basaba en el concepto de que los metales como el oro y la plata podrían estar escondidos en aleaciones y minerales, de los cuales podrían ser recuperados por el tratamiento químico adecuado. Se cree que el propio Jabir es el inventor del agua regia, una mezcla de muriático (clorhídrico) y nítrico, una de las pocas sustancias que pueden disolver el oro (y que todavía se utiliza frecuente para la recuperación de oro y purificación).[cita requerida]
En el siglo XI, hubo un debate entre los químicos del mundo musulmán de si era o no posible la transmutación de sustancias. Un opositor principal fue Avicena (Ibn Sina), quien desacreditó la teoría de la transmutación de las sustancias, diciendo: "Los de la nave química saben bien que ningún cambio se puede realizar en las diferentes especies de sustancias, aunque pueden producir la apariencia de tales cambios."
Según la leyenda, se dice que el científico y filósofo del siglo XIII Alberto Magno habría descubierto la piedra filosofal y la pasó a su discípulo, Tomás de Aquino, poco antes de su muerte, alrededor del año 1280. Magnus no confirmó que descubrió la piedra en sus escritos, pero lo hizo constar que fue testigo de la creación de ese metal efectuada por la "transmutación".

### Renacimiento a Edad Moderna

"Cuadratura del círculo": un símbolo alquímico de la creación de la piedra filosofal

El alquimista suizo del siglo XVI Paracelso (Philippus Aureolus Teofrasto Bombastus von Hohenheim) creía en la existencia de alkahest, que, conforme a sus creencias, es un elemento sin descubrir de la que todos los demás elementos (tierra, fuego, agua, aire) eran simplemente formas derivadas. Paracelso creía que este elemento era, de hecho, la piedra filosofal.
El médico-filósofo inglés Sir Thomas Browne en su testamento espiritual Religio Medici (1643) identificó el aspecto religioso de la búsqueda de la piedra filosofal al declarar:

El puñado que tengo de la piedra filosofal, (que es algo más que la exaltación perfecta de oro) me enseñó una gran detalle de la Divinidad.
Thomas Browne, Religio Medici 1,38

Un texto místico publicado en el siglo XVII llamado el Mutus Liber, parece ser un manual simbólico de instrucciones para inventar piedra a los filósofos. Llamado el "libro sin palabras", fue una colección de 15 ilustraciones.

### Época contemporánea
Creación de oro a partir de reacciones nucleares
De acuerdo con la comprensión moderna, el oro es un elemento químico que no puede ser creado a partir de otros elementos por medio de reacciones químicas. El oro metálico puede ser disuelto de una roca y precipitarse, dando la apariencia de que el oro ha sido "creado", pero el oro ya estaba en la roca. Como un elemento pesado, el origen cosmogónico de oro debe haber estado en las reacciones nucleares extremadamente energéticas, que se producen solamente en las estrellas de gran masa. Se ha propuesto que la mayoría de los elementos pesados como el oro se producen en las colisiones de estrellas de neutrones. Por lo tanto, todo el oro en la Tierra fue acrecionado en la Tierra, durante la formación de la misma y del sistema solar, y no se creó ningún oro nuevo.
Se pueden crear muy pequeñas cantidades de oro de manera artificial con aceleradores de partículas o reactores nucleares, véase Oro en síntesis. Sin embargo, estos métodos producen isótopos radiactivos y son extremadamente costosos, requiriendo raros isótopos precursores y costosa separación y purificación del producto. Por lo tanto, la síntesis del oro por reacción nuclear no parece comercialmente viable.

#### Creación de oro a partir de reacciones químicas usando el proceso digestivo de organismos vivos
Los científicos han descubierto que es posible obtener oro a partir de compuestos con átomos de oro, usando organismos vivos. Se realizó un experimento para comprobar si el proceso natural de digestión de ciertas especies de bacterias podría realizar procesos metabólicos que trasformaran cierta clase de compuestos que contengan átomos de oro, en dicho metal. En este experimento, se comprobó que si se alimenta a la bacteria Metallidurans cupriadvidus con cloruro de oro, esta defeca partículas de oro.

### En el budismo y el hinduismo
El equivalente de la piedra filosofal en el budismo y el hinduismo es la Chintamani.
En el budismo, Chintamani está en manos de los bodhisattvas, Avalokiteshvara y Ksitigarbha. También se ve llevando a la parte posterior del Lung ta (caballo del viento) que se representa en las banderas de oración tibetanas. Al recitar el Dharani de Chintamani, la tradición budista sostiene que uno alcanza la sabiduría de los Budas, es capaz de comprender la verdad de los Budas, y pasa a ser aficionado al Bodhi. Se dice que es permitir que uno vea el Santo Séquito de Amitabha y su montaje sobre el lecho de muerte de uno. En la tradición budista tibetana el Chintamani a veces se la representa como una perla luminosa y estando en posesión de varias de las diferentes formas de Buda.
En el hinduismo se conecta con los dioses Visnú y Ganesha. En la tradición hindú, que es muchas veces representada como una joya fabulosa en poder del rey Nāga o como en la frente del Makara. [cita requerida] El Yoga Vasistha, escrito originalmente en el siglo X d. C., contiene una historia sobre la piedra filosofal.
Un gran sabio hindú escribió acerca de la realización espiritual de Gnosis, usando la metáfora de la piedra filosofal. San Jnaneshwar (1275-1296), escribió un comentario con 17 referencias a la piedra filosofal que transmuta explícitamente metal en oro. El sabio indio del siglo VII Thirumoolar en su clásico Tirumandhiram explica el camino del hombre hacia la divinidad inmortal. En el verso 2709 declara que el nombre de Dios, Shiva o el dios Shambala, es un vehículo alquímico que convierte el cuerpo en oro inmortal.

## Propiedades
La piedra filosofal se ha atribuido con muchas propiedades místicas y mágicas. Las propiedades mencionadas con mayor frecuencia son la capacidad de transmutar los metales en oro o plata, y la capacidad de curar todo tipo de enfermedades y prolongar la vida de cualquier persona que consume una pequeña parte de la piedra filosofal. Otras propiedades mencionadas incluyen: creación de lámparas perpetuamente ardientes, transmutación de los cristales comunes en piedras preciosas y diamantes, reactivación de las plantas muertas, creación de vidrio flexible o maleable, o la creación de un clon u homúnculo.

### Nombres
Se utilizan numerosos sinónimos para hacer referencia indirecta a la piedra, como "piedra blanca" (calculus albus, identificado con el calculus candidus de Apocalipsis 2:17 que fue tomado como símbolo de la gloria del cielo), vitriolo (como se expresa en el retroacrónimo Visita Interiora Terrae Rectificando Invenies Occultum Lapidem), también lapis noster, lapis occultus, in water at the box, y numerosas referencias oblicuas, místicas o mitológicos como Adán, Aer, Animal, Alkahest, Antidotus, Antimonium, Aqua benedicta, Aqua volans per aeram, Arcanum, Atramentum, Autumnus, Basilicus, Brutorum cor, Bufo, Capillus, Capistrum auri, Carbones, Cerberus, Caos, Cinis cineris, Crocus, Dominus philosophorum, Divine quintessence, Draco elixir, Filius ignis, Fimus, Folium, Frater, Granum, Granum frumenti, Haematites, Hepar, Herba, Herbalis, Lac, Melancholia, Ovum philosophorum, Panacea salutifera, Pandora, Fénix, Philosophic mercury, Pyrites, Radices arboris solares, Regina, Rex regum, Sal metallorum, Salvator terrenus, Talcum, Thesaurus, Ventus hermetis.) El lapis adoptado muchas de las alegorías medievales para un Cristo, y el Cristo y la de piedra fueron de hecho tomados como idénticos en un sentido místico. El nombre de "piedra" o lapis es mencionado por la alegoría cristiana primitiva, como Prisciliano (siglo cuarto), quien afirmó Unicornis est Deus, nobis petra Christus, nobis lapis angularis Jesús, nobis hominum homo Christus. En algunos textos se la denomina simplemente "piedra", o nuestra piedra, o en el caso de ordinal de Thomas Norton, "oure piedra delycious". La piedra fue elogiada y frecuentemente referenciada a estos términos.
Es necesario señalar que philosophorum no significa "del filósofo" o "filosofal" en el sentido de un solo filósofo. Significa "de los filósofos" en el sentido de una pluralidad de los filósofos.

### Apariencia

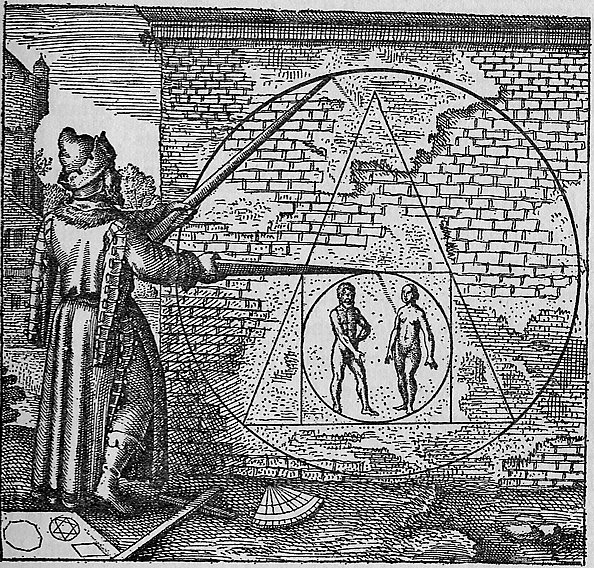
Piedra filosofal y como aparece en la de Michael Maier Atalanta Fugiens Emblem 21

Las descripciones de la Piedra Filosofal son numerosas y diversas. De acuerdo con los textos alquímicos, la piedra filosofal llegó en dos variedades, preparado por un método casi idéntico: blanca (con el propósito de transmutar metales en plata. Se lograría por vía húmeda), y roja (con el propósito de transmutar metales en oro. Se obtendría empleando la vía seca), la piedra blanca era una versión menos madurada de la piedra roja. En ambos casos la sustancia de partida sería la pirita de hierro (disulfuro de hierro): FeS2. Algunos textos alquímicos antiguos y medievales dejan pistas sobre la supuesta apariencia física de la piedra filosofal, en concreto de la piedra roja. A menudo se dice que es de color naranja (color azafrán) o rojo cuando se muele en polvo. O en una forma sólida, un intermedio entre el rojo y morado, transparente y similar al vidrio. El peso se habla de cómo ser más pesado que el oro, y se dice que es soluble en cualquier líquido, sin embargo, incombustible en el fuego.
Ocasionalmente, ciertos autores alquímicos sugieren que los descriptores de la piedra son metafóricas. Se llama una piedra, no porque sea como una piedra. La aparición se expresa geométricamente en Atalanta Fugiens de Michael Maier. "Hacer de un hombre y la mujer un círculo, y luego un cuadrilátero; del este un triángulo; hacer de nuevo un círculo, y usted tendrá la Piedra de los Sabios Así se hace la piedra, que no puedas descubrir, a menos que usted. , a través de la diligencia, aprender a comprender esta enseñanza geométrica." Rupescissa usa la imagen de la pasión cristiana, que nos dice que asciende "del sepulcro del Excelentísimo Rey brillante y glorioso, resucitado de entre los muertos y que llevaba una diadema roja ...".

### Interpretaciones
Los diversos nombres y atributos asignados a la piedra filosofal ha llevado por muchos años a la especulación acerca de su composición y origen. Se han encontrado candidatos exotéricos en metales, plantas, rocas, compuestos químicos, y productos corporales tales como el pelo, la orina y los huevos. Justus von Liebig afirma que "es indispensable que cada sustancia accesible... debe ser observada y examinada'. Más tarde, los alquimistas pensaron una vez que un componente clave en la creación de la piedra era un elemento mítico llamado carmot.
Los alquimistas esotéricos herméticos pueden rechazar el trabajo sobre sustancias exotéricas, en su lugar, dirigiendo su búsqueda de la piedra filosofal hacia el interior. Aunque a veces se mezclan los enfoques esotéricos y exotéricos, es evidente que algunos autores "no se refieren a las sustancias materiales, sino que están empleando el lenguaje de la alquimia exotérica con el único propósito de expresar creencias y aspiraciones teológicas, filosóficas o místicas." Las nuevas interpretaciones se siguen desarrollando alrededor de escuelas de pensamiento espagíricas, químicas y esotéricas.

## Creación
La piedra filosofal es creada por el método alquímico conocido como el Magnum Opus o La Gran Obra. Con frecuencia se expresa como una serie de cambios de color o procesos químicos, las instrucciones para crear la piedra filosofal son variadas. Cuando se expresa en colores, el trabajo puede pasar a través de las fases de nigredo, albedo, citrinitas y rubedo. Cuando se expresa como una serie de procesos químicos frecuentemente incluye siete o doce etapas finales en la multiplicación, y proyección.

### Ingredientes
Los ingredientes son muy discutibles. Jacques Sadoul tiende a pensar que son:
- Una mezcla de pirita (de hierro) o tierra muy rica en hierro, como base, pues otros autores opinan que es un compuesto existente en todas partes. Es un elemento que todos conocían. En esa época solo se habían descubierto seis elementos. El mercurio de los filósofos y el azufre filosofal no son los elementos químicos, sino preparados a partir de la pirita, mezclados con ácido tartárico.
- Ácido tartárico. Es un compuesto extraído de la encina, árbol que numerosas veces se muestra en el Mutus liber (libro mudo). Un argumento a favor es que en algunas fases del proceso de elaboración de la piedra se debe hacer a oscuras, pues el ácido tartárico es sensible a la luz y sería el responsable del cambio de color de la Opus magnum.
- Rocío. En una de las láminas del Mutus liber se muestran plantas que sirven de soporte a telas. Se cree que en una época del año establecida por animales representados en la lámina, que hacen referencia al horóscopo occidental, se capta rocío.
- El rocío y el ácido tartárico (de nombres diversos en los escritos alquímicos) se mezclan con la pirita para obtener el mercurio de los filósofos o el azufre filosofal.

Una de las características de la alquimia es que en los escritos se establece un lenguaje confuso, con la intención de despistar a quien quiera construir la piedra. Así, por ejemplo, se supone que las referencias al azufre y al mercurio no aludían a los elementos químicos verdaderos, sino a alguna variante de éstos, conocida solo por los alquimistas.
Por eso algunos autores alquimistas se refieren a mercurio de los filósofos, por ejemplo, para aportar una pista de que no es el elemento mercurio.
Se cree que el procedimiento para realizar la piedra filosofal está explícito en el Mutus liber. Aquí también se encuentran símbolos que indican azufre y mercurio, pero no son los elementos químicos S y Hg, sino compuestos obtenidos de las fases previas a la realización de la Opus magnum (Gran Obra).

## Arte y entretenimiento
La piedra filosofal ha sido un punto focal de muchas novelas, cómics, películas, animaciones, video juegos, y composiciones musicales. La piedra filosofal es un elemento crucial de la trama en el manga y anime Fullmetal Alchemist. En la trama se hace referencia argumental y visual a muchos conceptos alquimicos, numerosos personajes de la historia son capaces de realizar magia con la exigencia de dibujar símbolos alquímicos para activar los hechizos, así como la piedra filosofal aparece como una leyenda o presunto objetivo inalcanzable, con naturaleza de piedra roja que permite eludir los límites de las conjuraciones. La figura de la piedra filosofal también aparece en Harry Potter y la piedra filosofal, en la película Así en la Tierra como en el infierno o en la serie japonesa Kamen Rider Wizard, e hizo una aparición en la serie original de ciencia ficción Warehouse 13, en el decimonoveno episodio de la cuarta temporada.

## Transmutación de un metal a oro
Una vez llegado a cierto punto el compuesto debe ser calentado de forma constante por varios años, pasando la gran obra por distintos colores. La gran obra requeriría de varios años de intentos por lo cual a la muerte del maestro pasaría al cuidado del discípulo. En su fase última se dice que aparece una nube o vapor a cierta distancia sobre la mezcla la cual debe ser absorbida por vidrio. El vapor de color rojo entraría al vidrio el cual adquiriría un color rojizo. Posteriormente este debía machacarse para obtener vidrio molido rojizo el cual sería la piedra filosofal.
Para convertir en oro un metal:
1. Derretir el primer metal
2. Envolver un pequeño trozo de piedra filosofal en una bolita de papel o de cera.
3. Colocar la bolita de papel o cera dentro del metal inicial
4. Esperar un breve tiempo a que ocurra la transmutación.
5. Al enfriarse se habría convertido el metal inicial en oro.

## Elixir de la vida eterna
Sería una infusión que se hace al dejar remojar la piedra en un líquido. Posteriormente se bebería una pequeña cantidad. Existen varios mitos sobre lo que sucedería al beberlo, el más popular señala que se caería todo el pelo del cuerpo y las uñas, y que posteriormente surgiría un cuerpo renovado, joven y fuerte. Ya no sería necesario comer, de hacerlo, solo sería por placer. Esto haría al ser humano inmortal.